# Barnacsíkos pinty
A barnacsíkos pinty (Neochmia modesta) a madarak (Aves) osztályának a verébalakúak (Passeriformes) rendjéhez, ezen belül a díszpintyfélék (Estrildidae) családjához tartozó faj.

## Rendszerezése
A fajt John Gould angol ornitológus írta le 1837-ben, az Amadina nembe Amadina modesta néven. Besorolása vitatott, egyes szervezetek az Aidemosyne nem egyetlen fajaként sorolják be, Aidemosyne modesta néven.

## Előfordulása
Ausztrália keleti részén honos. Természetes élőhelyei a szubtrópusi és trópusi száraz cserjések és szavannák, valamint folyók, patakok, mocsarak és lápok környéke. Állandó, nem vonuló faj.

## Megjelenése
Testhossza 11 centiméter.
|  |

## Életmódja
Fűmagvakkal és gerinctelenekkel táplálkozik.